# Royaume de Purang-Gugé
Xe siècle – XIe siècle
Entités précédentes :
- Royaume de Purang
- Royaume de Gugé

Le royaume de Purang-Gugé (tibétain : པུ་ཧྲངས་གུ་གེ་, Wylie : pu hrangs gu ge) ou royaume de Guge-Purang est un royaume du Xe siècle, agglomérant les royaumes de Purang et Gugé, sous le règne du clan 'Bro, pendant l'Ère de la fragmentation de l'Empire du Tibet. Il couvrait une partie des actuels Tibet occidental et Ladakh.

## Histoire

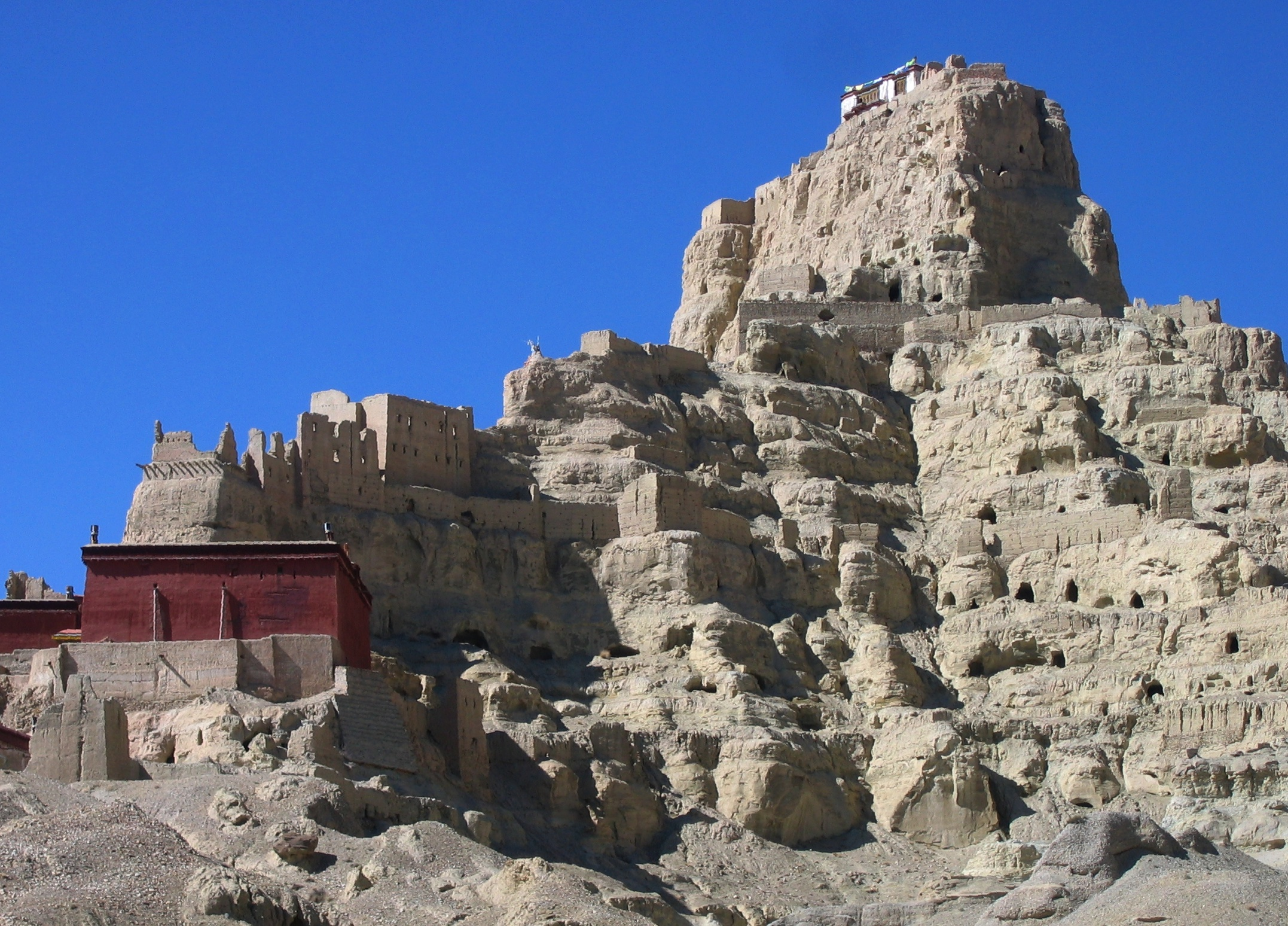
Ruines de Tsaparang, l'ancienne capitale

La première capitale était l'actuel bourg de Bourang (tibétain : སྤུ་ཧྲེང་, Wylie : spu hreng) mais a ensuite été déplacé à Tholing dans le canyon de Sutlej, à sud-est du Mont Kailash. Il est divisé en plus petits royaumes vers l'an 1100,. Tholing, a 12 400 pieds, le dernier bourg avant Tsaparang dans le royaume de Gugé était alors sa capitale, (à 163 miles de Darchen). Elle a été fondée par Kyide Nyimagon, arrière petit-fils de Langdarma, dernier empereur de l'empire du Tibet, qui fut assassiné, menant à l’effondrement de l'empire et l'ère de la fragmentation.
Entre 1624 et 1635, le prêtre et missionnaire jésuite portugais, Antonio de Andrade, entre dans ce royaume pour y diffuser le catholicisme, et y convertit quelques adeptes, mais il y est rapidement banni et expulsé du territoire.

## Patrimoine
Parmi le patrimoine restant ce cette période, on peut citer le Monastère de Tholing, construit en 997.